# گورکن آمریکایی
گورکن آمریکایی (نام علمی: Taxidea taxus) نام یک گونه از تیره راسویان است.
گورکن آمریکایی‌،تنها گونه گورکن است که معمولاً در قاره باز و خشک و غرب آمریکای شمالی یافت می شود. آن ها دارای بدنی عضلانی، گردن کوتاه و صاف، سر پهن، و پاها و دم کوتاهی هستند. رنگ بدن آنها مایل به خاکستری و قرمز است.در صورت و پاها های آن ها نیز تیره با نوار سفیدی که از بینی تا پشت امتداد دارد وجود دارد. آن ها بصورت معمول 23 سانتی متر (9 اینچ) قد و 42 تا 76 سانتی متر طول دارند،و هنچنین  دمی 10 تا 16 سانتی متری دارند، و وزن آن بین 4 تا 12 کیلوگرم (9 تا 26 پوند) است. گورکن آمریکایی حیوان قدرتمندی است که بیشتر طعمه های خود را با حفاری سریع شکار می کند. به طور کلی منفردانه زندگی می کند،و عمدتا از جوندگان، به ویژه سنجاب های زمینی، جیبی جیبی ، و موش ها تغذیه می کند . طعمه های دیگر عبارتند از حشرات، خزندگان و تخم پرندگانی که در زمین  لانه می سازند. گورکن‌های آمریکایی که عمدتاً شبگرد هستند، روز را در داخل لانه‌ای می‌گذرانند که اغلب شب قبل حفر شده است. محدوده لانه آنها از 1 تا 10 کیلومتر مربع (0.4 تا 4 مایل مربع)، بسته به زیستگاه و منابع غذایی متغیر است. در طول زمستان آنها برای مدت طولانی در زیر زمین می خوابند. برای زنده ماندن در این دوره سخت،از اواخر تابستان و پاییز مقدار زیادی چربی در بدن جمع می کنند تا در این دوران زنده بمانند. جفت گیری آنها نیز معمولا در این زمان اتفاق می افتد.